# Phil Jagielka
Philip Nikodem "Phil" Jagielka (Manchester, 1982. augusztus 17. –) lengyel származású angol labdarúgó, a Stoke City játékosa. 2007 és 2019 között az Evertonban klubcsapatában játszott. Sokoldalúságáról is ismert, képes hátvédként és középpályásként is játszani, sőt előfordult már, hogy vészhelyzet esetén a kapuban állt.
Jagielka a Sheffield Unitedben kezdte pályafutását, majd 2007-ben 4 millió fontért az Evertonhoz igazolt.

## Pályafutása

### Hale Barns United
Jagielka gyerekkorában a Hale Barns Unitedben, Cheshire-ben játszott. Itt figyeltek fel rá a nagyobb csapatok játékosmegfigyelői. A Hale Barnsnál töltött ideje nagy részében középpályásként játszott.

### Sheffield United
A fiatal védő ezután a Sheffield United ificsapatában folytatta pályafutását. 2000. május 5-én mutatkozhatott be a csapatban, az 1999/00-es szezon utolsó meccsén, a Swindon Town ellen. Másnap profi szerződést kapott a Unitedtől. Ezt követően olyan jól teljesített, hogy 2001 januárjában három évre szóló kontraktust ajánlott neki a klub.
Jagielkűnak a 2002/03-as szezonra sikerült megszilárdítania helyét a Sheffield első csapatában. Több csapat, köztük a Leeds United FC figyelmét is felhívta magára, a fehérmezes csapat 6 millió fontért szerette volna leigazolni őt és csapattársát, Michael Brownt, de a United nemet mondott.
2005 áprilisában Jagielka elmondta, boldogan maradt a Sheffield Unitednél, miután a West Ham United, a Wigan Athletic és a Bolton Wanderers is szerette volna leigazolni. 2006 augusztusában új, hároméves szerződést írt alá csapatával.
2006 szeptemberében a Middlesbrough elleni meccs utolsó pillanataiban gólt szerzett, ezzel sokat segített csapatának megszereznie első győzelmét a Premier League-ben 1994 áprilisa óta. Annak ellenére, hogy csapata egyik kulcsfigurája volt, a Sheffield elnöke, Kevin McCabe kijelentette, Jagielka távozhat, ha jó ajánlat érkezik iránta. 2006. december 30-án, egy Arsenal elleni meccsen 1-0-s vezetésnél megsérült Paddy Kenny kapus, helyére pedig Jagielkának kellett beállnia a hátralévő 34 percre. A United megtartotta előnyét, a sikerből Jagielka is kivette a részét, hiszen a meccs végén nagytt védett Robin van Persie próbálkozásánál. Neil Warnock látván, hogy a játékos a kapuban is be lehet vetni, gyakran úgy döntött, nem nevez cserekapust a meccsekre.
A 2006/07-es szezon végén a Sheffield kiesett a Premier League-ből. Sokan úgy gondolták, hogy Jagielka távozni fog, Paddy Kenny is közöttük volt.

### Everton

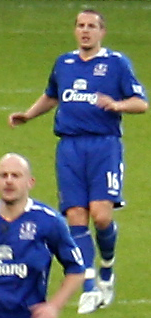
Jagielka az Evertonban, 2008-ban

2007. július 4-én Jagielka 4 millió fontért az Evertonhoz igazolt. Mindmáig ő a Sheffield United legdrágábban eladott játékosa. Július 31-én debütált a liverpooliaknál, amikor egy Werder Bremen elleni barátságos meccsen csereként állt be Joseph Yobo helyére. Nem a várakozásoknak megfelelően indult a karrierje az Evertonnál, de végül fontos tagjává vált a csapatnak. Egy AZ elleni UEFA-kupa-meccsen megszerezte első gólját a kékmezeseknél. A Wigan Athletic ellen öngólt szerzett, de csapata 2-1-re nyert. Ezután a Tottenham Hotspur, a Reading, az SK Brann és a Manchester City ellen is őt választották a meccs legjobbjának.
2008 nyarán megkapta a 6-os számú mezt, melyet addig Mikel Arteta viselt. Artetáé lett a 10-es számú szerelés. A Premier League-ben nyújtott nagyszerű teljesítménye elismeréseképpen az angol válogatottba is behívták.

### Visszatérés a Sheffield Unitedbe
2019. július 4-én egyéves szerződést kötött régi-új klubjával a Sheffield Uniteddal. 2020. augusztus 30-án további egy évre aláírt.

### Derby County
2021. augusztus 17-én 2022 januárjáig tartó szerződést írt alá a Derby County csapatával. 2022. január 14-én távozott a klubtól, bár Wayne Rooney szerette volna meghosszabbítani a szerződését, de ezt a csődeljárás miatt már nem tehette meg.

### Stoke City
2022. január 15-én aláírt a Stoke City csapatához félévre.

## Válogatott
Jagielka korábban az U21-es válogatottnak is tagja volt. 2003 nyarán gólt is szerzett Szlovákia ellen a Stadium of Lightban. 2007. május 10-én a B válogatottba is bekerült. Az Albánia elleni meccsen csereként váltotta későbbi csapattársát, Phil Neville-t.
2008. május 11-én behívót kapott az felnőtt válogatottba az USA és a Trinidad és Tobagó elleni barátságos meccsekre. Többször elmondta, mennyire örül ennek és minden segítséget megköszönt az Evertonnak.
2008. június 1-jén Jagielka Trinidad és Tobagó ellen megszerezte első válogatottságát. Másodszor 2009. február 11-én játszhatott a Háromoroszlánosoknál, a spanyolok ellen. Az első félidőt végigjátszotta.

## Személyes információk
Jagielka lengyel felmenőkkel rendelkezik. Bátyja, Stephen Jagielka szintén labdarúgó.

## Külső hivatkozások
- Phil Jagielka pályafutásának statisztikái a Soccerbase oldalon (angolul)